# Peter Loquingen
Peter Loquingen (* 14. August 1898 in Düsseldorf; † 31. Januar 1965 ebenda) war ein deutscher kommunistischer Politiker. Er war von 1924 bis 1928 Abgeordneter des Preußischen Landtages.

## Leben
Loquingen, Sohn eines Modelltischlers, war als Fabrikarbeiter tätig. Er trat 1919 der SPD bei, wechselte aber bereits Ende des Jahres zur USPD. Mit ihrem linken Flügel kam er Ende 1920 zur KPD. Auch in der KPD war er Anhänger der Linken. Für die KPD war Loquingen seit 1924 hauptamtlicher Funktionär und Sekretär in Hagen. Im Dezember desselben Jahres wurde er als jüngster Abgeordneter in den Landtag des Freistaates Preußen gewählt.
Während der innerparteilichen Auseinandersetzungen in der KPD schloss sich Loquingen 1925 den Ultralinken an. Dort wurde er Mitglied der Gruppe um Karl Korsch. Am 19. August 1926 schloss ihn die KPD deshalb aus. Loquingen behielt jedoch sein Landtagsmandat bis zum Ende der Legislaturperiode 1928. Er leitete die Korsch-Gruppe in Neuß am Rhein im Bezirk Niederrhein und war bis 1928 auch Mitglied der Leitung der Gruppe „Kommunistische Politik“ (Korsch-Gruppe).
1929 zog Loquingen ins Saargebiet und wurde Pächter einer Gastwirtschaft, 1932 wurde er ausgewiesen. Später ging er als Seifenhandelsvertreter ins Saargebiet zurück und engagierte sich dort für die Deutsche Front. 1935 übersiedelte er wieder nach Neuß. Seit diesem Zeitpunkt bestätigte er sich nicht mehr politisch. 1936 wurde Loquingen gemustert und als Soldat eingezogen. Von 1936 bis 1938 leistete er Dienst bei der Feldartillerie in Magdeburg. Anschließend war Loquingen wieder als reisender Handelsvertreter tätig. Im Zweiten Weltkrieg wurde Loquingen erneut eingezogen und geriet bei Kriegsende in US-amerikanische, später französische Gefangenschaft.
1946 kehrte er in seine Geburtsstadt Düsseldorf zurück und betrieb dort einen kleinen Lebensmittelladen.